# Drosera lanata
Drosera lanata es una especiede planta carnívora perteneciente a la familia Droseraceae que es originaria de Territorio del Norte y Queensland en Australia.

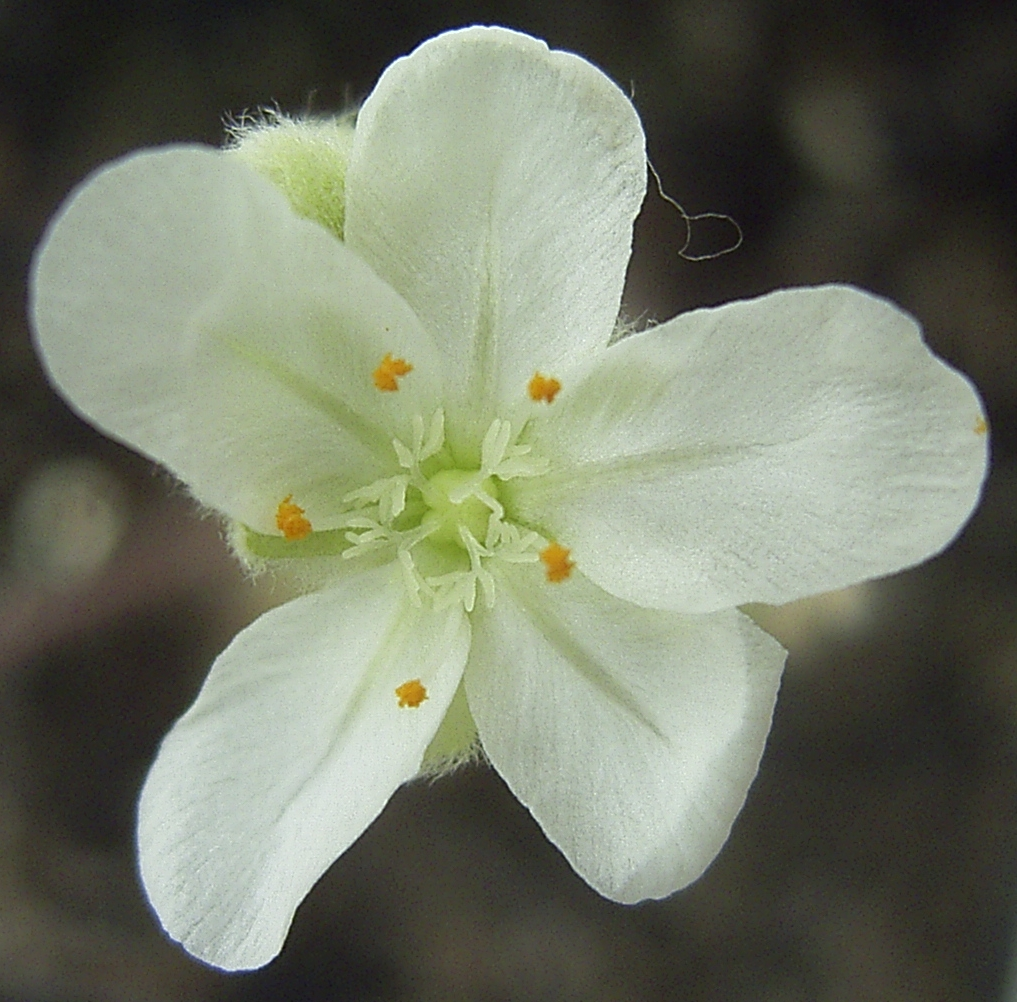
Detalle de la flor

## Descripción
Sus hojas están dispuestas en una roseta basal compacta. Con peciolos lineales estrechos de menos de 2 mm de ancho que emergen desde el centro de la roseta y tienen hojas carnívoras al final. Los pecíolos y el centro de la roseta están densamente cubiertos de pelos plateados dendríticos. Estos pelos dendríticos ofrecen el aislamiento de la planta y le permiten capturar el rocío de la mañana para la humedad adicional durante la estación seca. La hoja de lámina es de color marrón-rojo y de 2 mm de largo por 2.5 mm de ancho.

## Taxonomía
Drosera lanata fue descrita por Katsuhiko Kondo y publicado en Boletim da Sociedade Broteriana II, 57: 53. 1984.
Etimología
Drosera: tanto su nombre científico –derivado del griego δρόσος [drosos]: "rocío, gotas de rocío"– como el nombre vulgar –rocío del sol, que deriva del latín ros solis: "rocío del sol"– hacen referencia a las brillantes gotas de mucílago que aparecen en el extremo de cada hoja, y que recuerdan al rocío de la mañana.
lanata: epíteto latíno que significa "con lana"